# Graduale Simplex

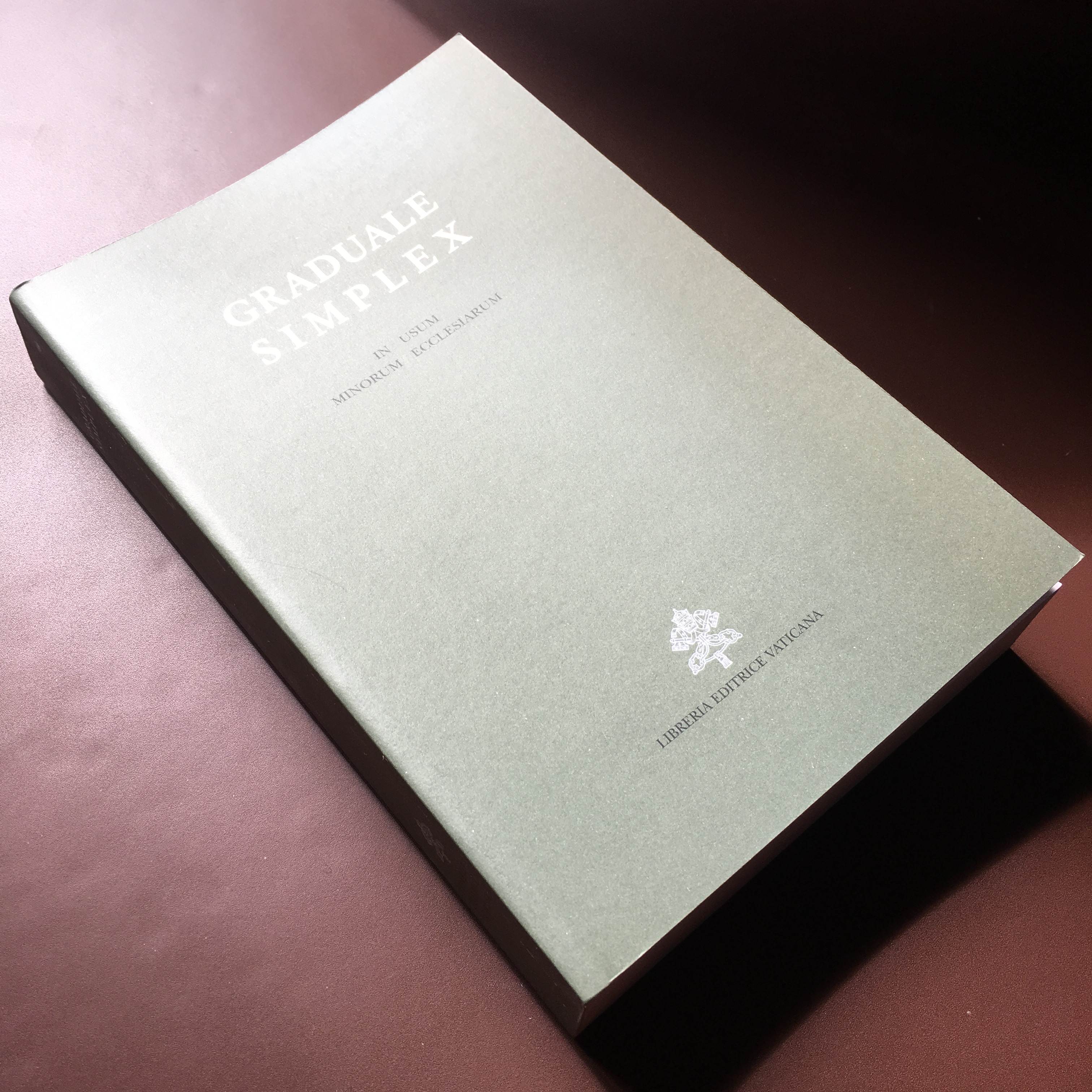
Graduale simplex

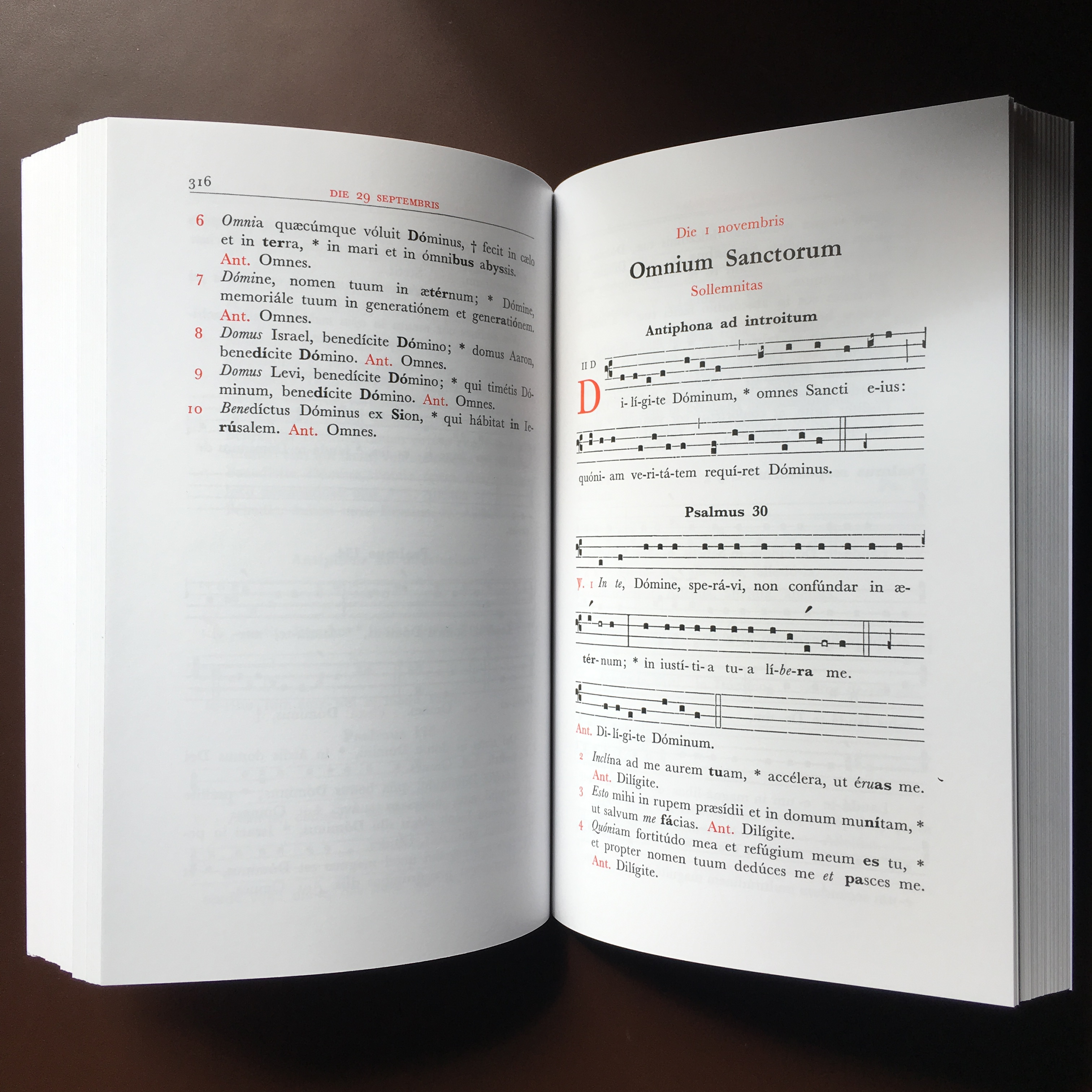
Día de Todos los Santos, en el Graduale simplex

El Graduale Simplex in usum minorum ecclesiarum - Gradual Simple en castellano- es un libro de canto gregoriano que contiene modos más sencillos para cantar tanto el propio de la misa, como el ordinario de la misma, así como una selección de los cantos más famosos de la tradición católica, como el Pange Lingua o la Letanía de los Santos. 
La creación y posterior publicación de este libro surge a raíz de la reforma litúrgica impuesta por el Concilio Vaticano II, en particular del documento emanado de este suceso "Sacrosanctum Concilium", el cual en su número 117 ordena: "También conviene que se prepare una edición que contenga modos más sencillos, para uso de las iglesias menores."
Finalmente, este libro es promulgado el 3 de septiembre de 1967, publicándose una segunda edición en 1975 por decreto de la Congregación para el Culto Divino y la Disciplina de los Sacramentos fechado el 22 de noviembre de 1974. 
Como consta en la introducción del libro, no se compusieron melodías nuevas -neogregorianas son llamadas-, sino que se buscó entre las melodías de los ritos latinos, tanto el romano como en otros.
Entre las novedades que presentó el Graduale Simplex, fue la adición del Kyriale simplex, al mismo tiempo, siendo producto de las reformas del Concilio Vaticano II, no se halla entre sus páginas la famosa secuencia de difuntos "Dies irae".

## Ediciones
- Graduale simplex in usum minorum ecclesiarum, 1st edition, Vatican 1967.
- Graduale simplex in usum minorum ecclesiarum, 2nd edition, Libreria editrice Vaticana, Vatican 1975, ISBN 978-88-209-1603-9 515 p.